# Марк Валерий Лактуцин Максим
Марк Валерий Лактуцин Максим (на латински: Marcus Valerius Lactucinus Maximus) e римски политик и произлиза от известната патрицианска фамилия Валерии.
През 398 и 395 пр.н.е. той е консулски военен трибун.